# Клотен (хоккейный клуб)
Хокке́йный клуб «Клотен» (EHC Kloten) — профессиональный хоккейный клуб, представляющий швейцарский город Клотен. Выступает в Швейцарской национальной лиге. Домашняя арена — Колпинг Арена — вмещает 7 624 зрителей. Клуб известен своей школой молодых хоккеистов, а также тем, что ни разу в своей истории он не покидал высший швейцарский дивизион, удерживая рекорд по продолжительности нахождения в элите швейцарского хоккея.

## История
Клуб был основан в 1934 году группой из семи человек под руководством Эмиля Хегнера под названием «ЕХК Клотен». Первое время клуб выступал только в различных выставочных матчах, прежде чем в 1962 году квалифицировался для участия в Швейцарской национальной лиге. Уже пять лет спустя клуб впервые в своей истории стал Чемпионом Швейцарии под руководством Владимира Коберы. Подобный успех пришёл к клубу в середине 90-х годов, когда «Клотен» становился чемпионом четыре года подряд.
В 1998 году клуб заключил соглашение с российским наставником Владимиром Юрзиновым. Несмотря на то, что многим болельщикам нравилась новая игровая философия тренера и его покровительство молодым игрокам, «Флайерз» никак не могли найти свою игру. В 2004 и 2005 годах команде пришлось участвовать в переходном турнире за право остаться в Швейцарской национальной лиге. К тому времени Владимир Юрзинов уже покинул свой пост и занял новую должность по подготовке молодых игроков в системе клуба. Его преемниками стал дуэт, состоящий из бывшего защитника «Клотена» Андерса Элдебринка и его ассистента Феликса Холленштайна, которые смогли вернуть клубу былую славу, и оставались во главе команды до лета 2012 года, когда им на замену пришли Томас Тамфал и Фредерик Ротен в качестве ассистента. Однако, меньше чем через год — в конце игрового сезона 2012/2013 руководство клуба вернуло Феликса Холленштайна на пост главного тренера, и в решающем матче против «Тигров» «Клотен Флайерз» смогли одержать победу и сохранить место в лиге. В дальнейшем клуб ещё несколько раз менял тренерский состав.
В 2009 году «Клотен Флайерз» лишь в финале плей-офф в семи матчах уступил Давосу.
В 2016 году «Клотен Флайерз», ставшие снова ХК «Клотен» не смогли удержаться в Национальной лиге и опустились в Национальную лигу Б. Тем самым закончилось непрерывное пребывание клуба в Швейцарской национальной лиге, продолжавшееся 56 лет.

## Достижения
- Чемпион Швейцарии 1967, 1993, 1994, 1995, 1996.
- Победитель Кубка Швейцарии 2017.

## Фан-движение
Колпинг Арена известна на весь мир своей невероятной атмосферой во время проведения хоккейных матчей. Стоячие места арены заняты фанатской организацией «Unity Kloten», которая считается основной группой поддержки «Клотена», помимо «South Kloten», «Blue Eagles Kloten» и «Conspiro». Во время матчей фанаты предпочитают использовать старую символику «ЕХК Клотен».

## Изъятые номера
- 4  Марко Клёти
- 7  Петер Шлагенхауф
- 20  Рето Павони
- 21  Роман Вегер
- 24  Феликс Холленштайн
- 26  Микаэль Йоханссон
- 32  Андерс Элдебринк
- 55  Свен Линдеманн

## Известные игроки
Дмитрий Афанасенков

 Северин Блинденбахер

 Патрис Бризбуа

 Род Бриндамор

 Ярослав Глинка

 Олли Йокинен

 Дерон Куинт

 Кент Нильссон

 Дэвид Танабэ

 Джефф Хэлперн

 Дмитрий Шамолин

 Эрик Густафссон